# 能登二宮駅
能登二宮駅（のとにのみやえき）は、石川県鹿島郡中能登町武部にある、西日本旅客鉄道（JR西日本）七尾線の駅である。

## 歴史
- 1960年（昭和35年）2月10日：日本国有鉄道（国鉄）七尾線の良川駅 - 徳田駅間に新設開業[1][3]。建設費全額を地元が負担して建設された請願駅で、鉄道弘済会が駅業務を行う業務委託駅であった[4]。
- 1972年（昭和47年）3月15日：無人駅化[5]。
- 1987年（昭和62年）4月1日：国鉄分割民営化に伴い、西日本旅客鉄道（JR西日本）の駅となる。
- 1992年（平成4年）11月26日：現駅舎竣工[6]。
- 1998年（平成10年）3月10日：自動券売機を設置。
- 2015年（平成27年）4月1日：一青窈の「ハナミズキ」が接近メロディとして使用開始[7]。
- 2021年（令和3年）3月13日：ICカード「ICOCA」の利用が可能となる[8][9][10]。
- 2024年（令和6年）9月30日：この日の正午12時をもって自動券売機を使用停止、撤去[11]。

## 駅構造
南側に単式ホーム1面1線を有する地上駅（停留所）。1992年（平成4年）に完成した駅舎は木造平屋建てで、特産品展示場との合築である。七尾鉄道部管理の無人駅。ICOCAなどの交通系ICカードが利用可能となっているが、当駅にはIC専用の簡易改札機が設置されていないため列車内での精算となる。中部の駅百選に選定されている。
ホームはカーブ上に設置されているため、列車停車時には列車とホームの間の隙間が大きくなる。

## 駅周辺
- 中能登町役場総務庁舎 - 2021年2月1日に、庁舎再編に伴い名称を旧鳥屋庁舎から変更。
- 天日陰比咩神社 - 当駅の由来となった[2]。
- 国道159号
- 富山県道・石川県道18号氷見田鶴浜線

## バス路線
中能登町コミュニティバス「おりひめバス」
- かしまコース「こしじ方面」（道の駅織姫の里なかのと発着、運行は北鉄能登バスに委託）

## 隣の駅
西日本旅客鉄道（JR西日本）
■七尾線
良川駅 - 能登二宮駅 - 徳田駅